# Interstellar Space
Interstellar Space è l'ultimo album discografico inciso in studio dal musicista jazz statunitense John Coltrane, registrato nel 1967 ma pubblicato postumo nel 1974 dopo la morte del sassofonista.

## Descrizione
(John Coltrane)
Il disco, sostanzialmente un album a due che vede la sola presenza di Coltrane e del batterista Rashied Ali, è un episodio isolato nella discografia dell'artista. I duetti nel jazz non divennero pratica comune fino agli anni settanta.
Nell'aprile 1967, John Coltrane firmò il suo secondo contratto a lunga scadenza con la Impulse! Records ma morì solo tre mesi dopo nel luglio 1967. Ciononostante, l'attività in studio di Coltrane nell'ultimo periodo di carriera, era così frenetica che l'etichetta si ritrovò abbastanza materiale già inciso da poter compilare una dozzina di album postumi. Uno di questi, e a detta di parte della critica una delle migliori uscite postume, fu Interstellar Space ("spazio interstellare") pubblicato nel 1974 per volere della vedova del musicista, Alice Coltrane.
L'album consiste in un'estesa suite musicale divisa in quattro parti eseguita in duetto da Coltrane con il batterista Rashied Ali, registrata al Van Gelder Studios il 22 febbraio 1967, la settimana successiva alla sessione che aveva prodotto Stellar Regions. Come risultato, le melodie spesso si sovrappongono; Venus ha la stessa melodia della title track del precedente LP, Mars rimanda alla melodia del brano che diverrà noto con il titolo Iris, e molte altre scelte musicali in generale si assomigliano. Nonostante la costante presenza dell'elemento ritmico-percussivo, nell'album non c'è più alcuno strumento melodico che non sia il sax tenore di Coltrane: solo suono, non di rado lacerato, e ritmo. Qui Coltrane rinuncia alle progressioni di accordi e alla limitazione di un tempo costante per creare una costruzione musicale priva di interruzioni, non divisibile in chorus.
La struttura di ogni brano è abbastanza uniforme: in apertura Coltrane suona in larga parte campanelle cerimoniali, mentre Ali esegue un fitto e costante sottofondo percussivo; poi il tema viene esposto da Coltrane al sassofono tenore. L'album è un esempio importante di free jazz altamente improvvisato, stile al quale Coltrane era principalmente interessato nell'ultimo periodo di carriera. Le improvvisazioni di Coltrane sono particolarmente estreme su quest'album, con frequenti sbalzi armonici e tonali, un sound caotico ed estremamente denso, con spunti melodici quasi nulli. La folkeggiante Venus è probabilmente la traccia più accessibile dell'album; Saturn, il brano più lungo, ha degli accenni di swing verso la fine.
Dal punto di vista strutturale, la musica è simile a quella di Expression, l'ultimo album pubblicato sotto supervisione dell'artista stesso: in ambedue si ritrovano tra l'altro le procedure già descritte per Meditations, in particolare il trasporto di brevi motivi su scale diverse. Il carattere è però tutt'altro: Coltrane, al sax tenore, dialoga con Rashied Ali, e la presenza dell'incendiario batterista si trasforma in occasione di estenuante sfida. Lascia allibiti lo stoicismo di Coltrane, che si sottopose a simili sforzi nelle condizioni di malattia in cui era (morì pochi mesi dopo). Il linguaggio rotolante, inarrestabile come una lingua di colata lavica, che si ascolta nei concitati assolo degli album precedenti qui appare denudato, messo allo scoperto, e mostra una rigorosa logica architettonica. In quei vertiginosi giochi di scale su scale, che innervosirono gli ascoltatori già nei concerti del 1960, sono in realtà applicate ferree regole di combinazione, permutazione, trasporto di centro tonale e di modo. Chi riesca ad afferrarne i motivi e gli sviluppi trova in questa musica una ricchezza esaltante, inesauribile, unita a squarci di purissima poesia, come nella delicata Venus o nella tracotante Jupiter.
La bonus track Leo, presente nella riedizione in CD dell'album e ascoltabile anche nel box set Live in Japan, è presumibilmente una variante del brano The Father, the Son, and the Holy Ghost dall'album del 1965 Meditations. (Il tema di Leo veniva frequentemente suonato in concerto in congiunzione con l'intro a due sax tenori di The Father, the Son and Holy Ghost, sebbene il brano sia stato sempre identificato con il titolo Leo durante le sessioni per la Impulse!) La composizione si distingue dalle altre presenti sul disco, sia per il titolo che per la struttura. In primis, il titolo del brano si riferisce ad una costellazione e non ad un pianeta; inoltre, la traccia non inizia con un'introduzione da parte di Ali, ma invece, con l'esposizione immediata del tema da parte di Coltrane. Infine, l'uso della campanella è differente, il suono è intermittente, e posizionato soprattutto verso la fine. In questo senso la traccia è simile al brano Saturn, che non contiene alcun scampanellio.

### Registrazione

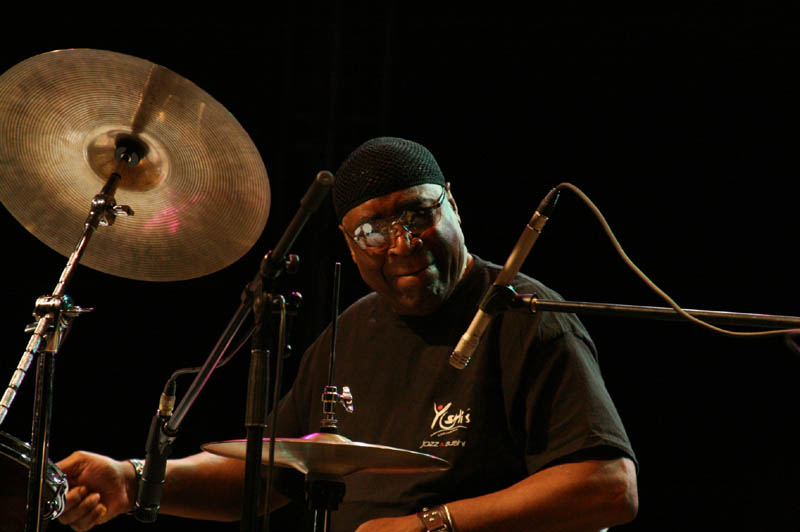
Rashied Ali nel 2007

Nei due anni precedenti, il progressivo coinvolgimento di Coltrane nel jazz d'avanguardia, aveva causato la defezione dei membri del suo quartetto classico e infuocati dibattiti tra gli appassionati di jazz. La musica del sassofonista si era fatta nel tempo sempre più complessa, ostica, sperimentale, in egual misura eterea e sanguigna, feroce e piena di pace ultraterrena. Il 22 febbraio 1967 Coltrane entrò al Van Gelder Studios per registrare una serie di duetti con il batterista Rashied Ali. Brani per soli sassofono e batteria. A proposito della sessione in studio, Ali ricorda: «C'era della musica scritta, ma John non ne ebbe bisogno perché aveva scritto solo le bozze dei brani senza scrivere la parte di batteria, così suonammo e basta, con lui che alle volte suonava una campanella cerimoniale prima di iniziare a suonare il sax». I titoli "planetari" delle tracce (Marte, Venere, Giove, Saturno) diedero adito alla speculazione che Coltrane intendesse l'album come una suite concettuale sulla falsariga di A Love Supreme, ma con l'immensità del cosmo come tema portante al posto della religione. Non è ben chiaro se fosse veramente questo che Coltrane aveva in mente, e comunque non ne fece menzione con Ali che riferì: «Non discutemmo su cosa avesse in mente di fare. Provai a chiedergli se i brani avrebbero dovuto essere suonati in tempo veloce, lento o medio, ma lui rispose che avremmo lasciato tutto all'improvvisazione del momento».

### Pubblicazione ed influenza
| Recensione                          | Giudizio |
| ----------------------------------- | -------- |
| The Rolling Stone Jazz Record Guide | [ 4 ]    |
| AllMusic                            |          |
| The Penguin Guide to Jazz           | [ 5 ]    |
| Down Beat                           |          |
| Sputnikmusic                        | [ 6 ]    |
| Robert Christgau                    | A–       |

Nel 1974, la Impulse! pubblicò 4 tracce provenienti dalla sessione in un album intitolato Interstellar Space, mentre altri due brani (Leo e Jupiter Variation) furono lasciati fuori e pubblicati in seguito all'interno di una antologia del 1978 intitolata The Mastery of John Coltrane Vol. 3: Jupiter Variation (Impulse IA-9360). Fin dalla sua uscita, l'album è divenuto fonte di ispirazione per tutta una schiera di nuovi musicisti d'avanguardia come Charles Gayle, Andrew Cyrille, David S. Ware, Ivo Perelman, Assif Tsahar e Louie Belogenis.
I critici jazz Richard Cook e Brian Morton nell'autorevole The Penguin Guide to Jazz assegnano all'album il massimo dei voti, definendolo "un capolavoro" e il "più puro esperimento sonoro in tutti gli album di Coltrane".

## Reinterpretazione
Nel 1999 il chitarrista Nels Cline e il batterista Gregg Bendian collaborarono insieme per l'album Interstellar Space Revisited: The Music of John Coltrane. Questo “album cover” vede Cline e Bendian dare le loro interpretazioni dei brani Mars, Leo, Venus, Jupiter e Saturn, dalle sessioni di Interstellar Space.

## Tracce
1. Mars – 10:41
2. Venus – 8:28
3. Jupiter – 5:22
4. Saturn – 11:33

### Bonus tracks CD (2000)
1. Leo – 10:53
2. Jupiter variation – 6:44

- La ristampa in formato CD del 2000 include anche un breve frammento musicale proveniente dalle sessioni di registrazione per l'album, due false partenze di Jupiter Variation, e vari discorsi in studio fra Coltrane ed Ali. Queste outtakes sono nascoste nei pochi istanti che precedono Mars.

## Formazione
- John Coltrane – sassofono tenore, campanella cerimoniale
- Rashied Ali – batteria